# Cap Irō
Le cap Irō (石廊崎, Irō-zaki) est un cap de la péninsule d'Izu dans le sud de la préfecture de Shizuoka au Japon.

## Géographie
Le cap Irō est situé au sud du bourg de Minamiizu dans la préfecture de Shizuoka.

## Le phare

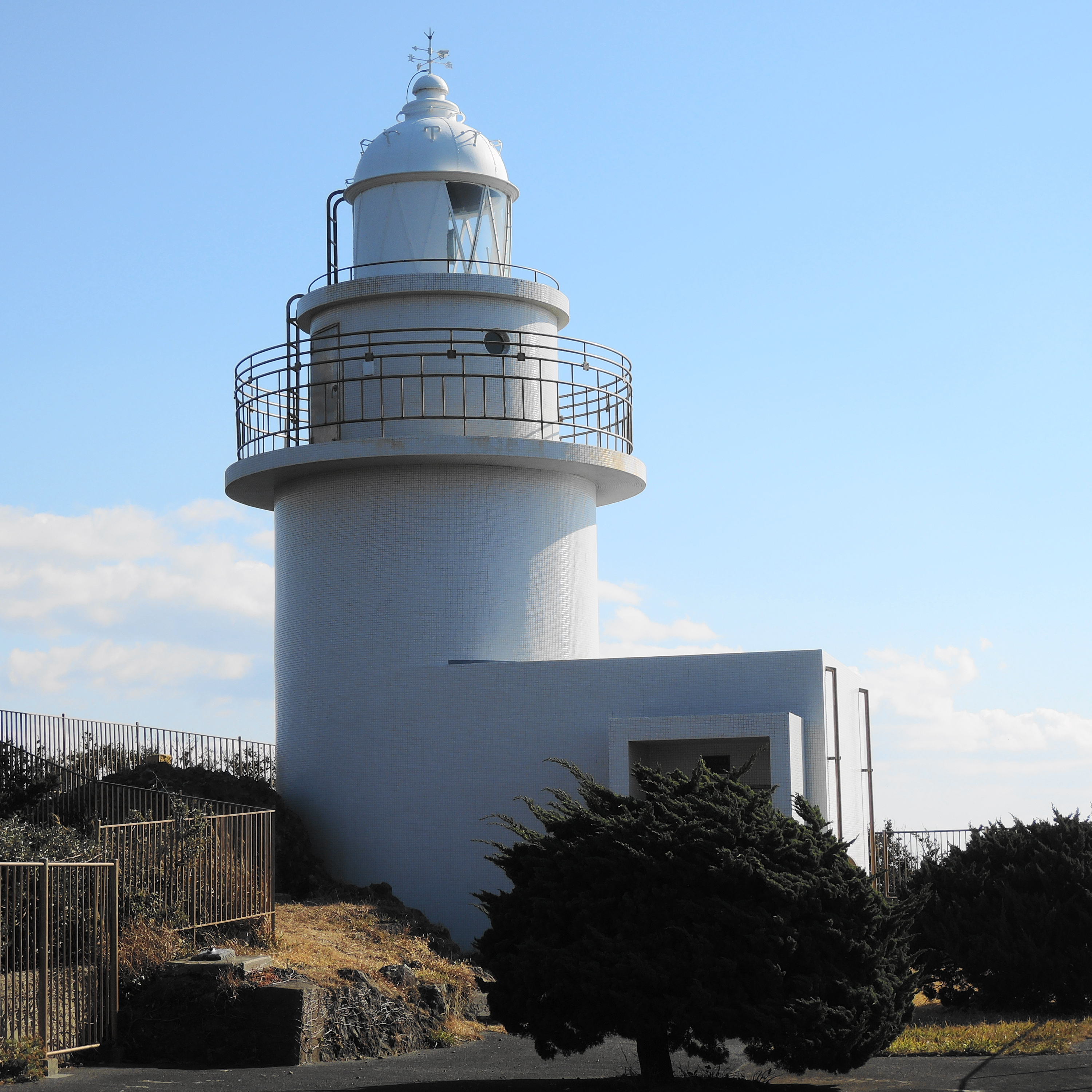
Le phare du cap Irō.

Le phare du cap Irō, haut de 60 m, a été construit en 1871, selon les plans d'un ingénieur écossais, Richard Henry Brunton.